# 釜山桟橋駅
釜山桟橋駅（ふざんさんばしえき、プサンジャンギョえき）は、かつて慶尚南道釜山府（現在の大韓民国釜山広域市中区）に存在した朝鮮総督府鉄道（鮮鉄）京釜線の鉄道駅である。
京釜線の終着駅である釜山駅から線路を延伸し、現在の釜山第1埠頭にある桟橋に設置され関釜連絡船と接続していた。1945年の関釜連絡船運航中断により駅も使用停止となり、その後消滅した。

## 歴史
- 1913年4月1日 : 開業[1]
- 1945年：運航中断に伴い廃止。